# سوها (مجارستان)
سوها (به مجاری:  Szuha) یک شهرداری در مجارستان است که در نوگراد واقع شده‌است. سوها ۱۷٫۵۶ کیلومتر مربع مساحت و ۷۳۶ نفر جمعیت دارد.